# True to Your Heart
Singles de 98 Degrees
Was It Something I Didn't Say Because of You (en)
Singles par Stevie Wonder
How Come, How Long
(1997) Signed, Sealed, Delivered I'm Yours
(2003)
True to Your Heart est une chanson composée par Matthew Wilder et écrite par David Zippel (en) utilisée en guise de générique de fin pour le film Mulan produit par les studios Disney en 1998.
Interprétée par le boy band américain 98 Degrees en duo avec Stevie Wonder, la chanson est le premier single issu de la bande originale (en) du film d'animation, et sera suivi de Réflexion.
La chanson est nommée lors de la 41e cérémonie des Grammy Awards dans la catégorie Meilleure chanson écrite pour un média visuel et est également incluse sur le second album de 98 Degrees, 98 Degrees and Rising (en).
Les critiques furent généralement positives mais considèrent la chanson comme inappropriée pour le film et sa bande originale.

## Contexte
En 1998, Disney choisit d'associer le parolier David Zippel (en) au compositeur Matthew Wilder : le premier avait déjà travaillé pour Disney avec Alan Menken sur le film Hercules, le second, connu pour son succès Break My Stride dans les années 1980, est repéré par le studio d'animation lors d'un festival au Canada.
Wilder explique que le premier challenge fut de se familiariser avec les instrumentations chinoises utilisées dans le film. Ses principales références étaient alors les compositeurs Rodgers et Hammerstein, Lerner et Loewe (en) ainsi que Gilbert et Sullivan mais il se mit à écouter tout ce qui pouvait s'approcher des motifs mélodiques asiatiques.
À l'origine, la chanson est écrite pour le groupe Hanson mais faute d'accord, Disney doit chercher d'autres interprètes. Quelque temps auparavant, le groupe 98 Degrees avait diffusé son single Invisible Man (en) mais l'album (en) n'avait pas percé dans les classements américains. Tentant d'explorer le marché international en Asie et en Europe, le groupe voit la proposition de Disney comme une chance à saisir.
Disney demande alors au duo d'auteurs de donner une 'touche de Stevie Wonder' à la chanson : Zippel et Wilder, déjà contents de travailler sur le film avec Marni Nixon, sont "excités et époustouflés" de travailler avec l'interprète américain. Ils n'avaient pas de plan bien déterminé quand ils ont fait appel à lui, pensant simplement qu'il pourrait jouer une piste à l'harmonica. Mais Wonder leur signale qu'il aime bien la chanson, la décrivant comme une "chanson qu'il aurait pu écrire dans les années 1970", et propose de participer au chant. Au studio, Matthew Wilder se souvient : "Alors qu'on attendait Wonder [...], un gars entre, installe un clavier puis s'en va, sans dire un mot. Plusieurs heures plus tard, Wonder est arrivé. [...] On aurait dit un dieu africain".
Les paroles de la chanson diffèrent entre le film et la bande originale.

## Formats
| Europe - CD Single - Motown, Walt Disney Records - réf. 860 846-2 | Europe - CD Single - Motown, Walt Disney Records - réf. 860 846-2 | Europe - CD Single - Motown, Walt Disney Records - réf. 860 846-2 | Europe - CD Single - Motown, Walt Disney Records - réf. 860 846-2 | Europe - CD Single - Motown, Walt Disney Records - réf. 860 846-2 | Europe - CD Single - Motown, Walt Disney Records - réf. 860 846-2 | Europe - CD Single - Motown, Walt Disney Records - réf. 860 846-2 | Europe - CD Single - Motown, Walt Disney Records - réf. 860 846-2 | Europe - CD Single - Motown, Walt Disney Records - réf. 860 846-2 | Europe - CD Single - Motown, Walt Disney Records - réf. 860 846-2 |
| No                                                                | Titre                                                             | Auteur                                                            | Interprète                                                        | Durée                                                             |                                                                   |                                                                   |                                                                   |                                                                   |                                                                   |
| ----------------------------------------------------------------- | ----------------------------------------------------------------- | ----------------------------------------------------------------- | ----------------------------------------------------------------- | ----------------------------------------------------------------- | ----------------------------------------------------------------- | ----------------------------------------------------------------- | ----------------------------------------------------------------- | ----------------------------------------------------------------- | ----------------------------------------------------------------- |
| 1.                                                                | True To Your Heart                                                | Zippel, Wilder                                                    | 98 degrees, Stevie Wonder                                         | 4:15                                                              |                                                                   |                                                                   |                                                                   |                                                                   |                                                                   |
| 2.                                                                | True To Your Heart (instrumental)                                 | Wilder                                                            |                                                                   | 4:15                                                              |                                                                   |                                                                   |                                                                   |                                                                   |                                                                   |
| 8:30                                                              |                                                                   |                                                                   |                                                                   |                                                                   |                                                                   |                                                                   |                                                                   |                                                                   |                                                                   |

| Royaume-Uni - CD single - Motown - réf. 860883-2 | Royaume-Uni - CD single - Motown - réf. 860883-2 | Royaume-Uni - CD single - Motown - réf. 860883-2 | Royaume-Uni - CD single - Motown - réf. 860883-2 | Royaume-Uni - CD single - Motown - réf. 860883-2 | Royaume-Uni - CD single - Motown - réf. 860883-2 | Royaume-Uni - CD single - Motown - réf. 860883-2 | Royaume-Uni - CD single - Motown - réf. 860883-2 | Royaume-Uni - CD single - Motown - réf. 860883-2 | Royaume-Uni - CD single - Motown - réf. 860883-2 |
| No                                               | Titre                                            | Auteur                                           | Interprète                                       | Durée                                            |                                                  |                                                  |                                                  |                                                  |                                                  |
| ------------------------------------------------ | ------------------------------------------------ | ------------------------------------------------ | ------------------------------------------------ | ------------------------------------------------ | ------------------------------------------------ | ------------------------------------------------ | ------------------------------------------------ | ------------------------------------------------ | ------------------------------------------------ |
| 1.                                               | True To Your Heart                               | Zippel, Wilder                                   | 98 degrees, Stevie Wonder                        | 4:18                                             |                                                  |                                                  |                                                  |                                                  |                                                  |
| 2.                                               | True To Your Heart (instrumental)                | Wilder                                           |                                                  | 4:16                                             |                                                  |                                                  |                                                  |                                                  |                                                  |
| 3.                                               | Was It Something I Didn't Say                    |                                                  | 98 degrees                                       | 5:02                                             |                                                  |                                                  |                                                  |                                                  |                                                  |
| 8:30                                             |                                                  |                                                  |                                                  |                                                  |                                                  |                                                  |                                                  |                                                  |                                                  |

| Royaume-Uni, États-Unis, Europe - CD Promo - Walt Disney Records, Motown - réf. 03MS32800 | Royaume-Uni, États-Unis, Europe - CD Promo - Walt Disney Records, Motown - réf. 03MS32800 | Royaume-Uni, États-Unis, Europe - CD Promo - Walt Disney Records, Motown - réf. 03MS32800 | Royaume-Uni, États-Unis, Europe - CD Promo - Walt Disney Records, Motown - réf. 03MS32800 | Royaume-Uni, États-Unis, Europe - CD Promo - Walt Disney Records, Motown - réf. 03MS32800 | Royaume-Uni, États-Unis, Europe - CD Promo - Walt Disney Records, Motown - réf. 03MS32800 | Royaume-Uni, États-Unis, Europe - CD Promo - Walt Disney Records, Motown - réf. 03MS32800 | Royaume-Uni, États-Unis, Europe - CD Promo - Walt Disney Records, Motown - réf. 03MS32800 | Royaume-Uni, États-Unis, Europe - CD Promo - Walt Disney Records, Motown - réf. 03MS32800 | Royaume-Uni, États-Unis, Europe - CD Promo - Walt Disney Records, Motown - réf. 03MS32800 |
| No                                                                                        | Titre                                                                                     | Auteur                                                                                    | Interprète                                                                                | Durée                                                                                     |                                                                                           |                                                                                           |                                                                                           |                                                                                           |                                                                                           |
| ----------------------------------------------------------------------------------------- | ----------------------------------------------------------------------------------------- | ----------------------------------------------------------------------------------------- | ----------------------------------------------------------------------------------------- | ----------------------------------------------------------------------------------------- | ----------------------------------------------------------------------------------------- | ----------------------------------------------------------------------------------------- | ----------------------------------------------------------------------------------------- | ----------------------------------------------------------------------------------------- | ----------------------------------------------------------------------------------------- |
| 1.                                                                                        | True To Your Heart                                                                        | Zippel, Wilder                                                                            | 98 degrees, Stevie Wonder                                                                 | 4:16                                                                                      |                                                                                           |                                                                                           |                                                                                           |                                                                                           |                                                                                           |
| 4:15                                                                                      |                                                                                           |                                                                                           |                                                                                           |                                                                                           |                                                                                           |                                                                                           |                                                                                           |                                                                                           |                                                                                           |

| Japon - CD single - Motown - réf. POCT-1123 | Japon - CD single - Motown - réf. POCT-1123 | Japon - CD single - Motown - réf. POCT-1123 | Japon - CD single - Motown - réf. POCT-1123 | Japon - CD single - Motown - réf. POCT-1123 | Japon - CD single - Motown - réf. POCT-1123 | Japon - CD single - Motown - réf. POCT-1123 | Japon - CD single - Motown - réf. POCT-1123 | Japon - CD single - Motown - réf. POCT-1123 | Japon - CD single - Motown - réf. POCT-1123 |
| No                                          | Titre                                       | Auteur                                      | Interprète                                  | Durée                                       |                                             |                                             |                                             |                                             |                                             |
| ------------------------------------------- | ------------------------------------------- | ------------------------------------------- | ------------------------------------------- | ------------------------------------------- | ------------------------------------------- | ------------------------------------------- | ------------------------------------------- | ------------------------------------------- | ------------------------------------------- |
| 1.                                          | True To Your Heart (LP version)             | Zippel, Wilder                              | 98 degrees, Stevie Wonder                   | 4:16                                        |                                             |                                             |                                             |                                             |                                             |
| 2.                                          | Because Of You (LP version)                 | Zippel, Wilder                              | 98 degrees                                  | 4:56                                        |                                             |                                             |                                             |                                             |                                             |
| 3.                                          | Because Of You (Radio Edit)                 |                                             | 98 degrees                                  | 3:55                                        |                                             |                                             |                                             |                                             |                                             |
| 13:07                                       |                                             |                                             |                                             |                                             |                                             |                                             |                                             |                                             |                                             |

| Royaume-Uni et Europe - CD Maxi single - Motown - réf. 860 847-2 | Royaume-Uni et Europe - CD Maxi single - Motown - réf. 860 847-2 | Royaume-Uni et Europe - CD Maxi single - Motown - réf. 860 847-2 | Royaume-Uni et Europe - CD Maxi single - Motown - réf. 860 847-2 | Royaume-Uni et Europe - CD Maxi single - Motown - réf. 860 847-2 | Royaume-Uni et Europe - CD Maxi single - Motown - réf. 860 847-2 | Royaume-Uni et Europe - CD Maxi single - Motown - réf. 860 847-2 | Royaume-Uni et Europe - CD Maxi single - Motown - réf. 860 847-2 | Royaume-Uni et Europe - CD Maxi single - Motown - réf. 860 847-2 | Royaume-Uni et Europe - CD Maxi single - Motown - réf. 860 847-2 |
| No                                                               | Titre                                                            | Auteur                                                           | Interprète                                                       | Durée                                                            |                                                                  |                                                                  |                                                                  |                                                                  |                                                                  |
| ---------------------------------------------------------------- | ---------------------------------------------------------------- | ---------------------------------------------------------------- | ---------------------------------------------------------------- | ---------------------------------------------------------------- | ---------------------------------------------------------------- | ---------------------------------------------------------------- | ---------------------------------------------------------------- | ---------------------------------------------------------------- | ---------------------------------------------------------------- |
| 1.                                                               | True To Your Heart                                               | Zippel, Wilder                                                   | 98 degrees, Stevie Wonder                                        | 4:15                                                             |                                                                  |                                                                  |                                                                  |                                                                  |                                                                  |
| 2.                                                               | True To Your Heart (instrumental)                                | Wilder                                                           |                                                                  | 4:15                                                             |                                                                  |                                                                  |                                                                  |                                                                  |                                                                  |
| 3.                                                               | True To Your Heart (version 98 degrees)                          | Zippel, Wilder                                                   | 98 degrees                                                       | 4:15                                                             |                                                                  |                                                                  |                                                                  |                                                                  |                                                                  |
| 12:45                                                            |                                                                  |                                                                  |                                                                  |                                                                  |                                                                  |                                                                  |                                                                  |                                                                  |                                                                  |

| 1. | True To Your Heart         | Zippel, Wilder | 98 degrees, Stevie Wonder | 4:16 |
| 2. | I'll Make A Man Out Of You | Zippel, Wilder | Donny Osmond              | 3:22 |

## Classements et récompenses

### Hebdomadaire
| Classement (1998)                           | Meilleure Position |
| ------------------------------------------- | ------------------ |
| Pays-Bas (Single Top 100)                   | 16                 |
| Pays-Bas (Top 40)                           | 15                 |
| France (Top 100 Singles)                    | 85                 |
| Suisse (Singles Top 100)                    | 25                 |
| Belgique (Ultratop néerlandophone)          | 31                 |
| Allemagne                                   | 52                 |
| Royaume-Uni (OCC)                           | 51                 |
| Papouasie-Nouvelle-Guinée (Top 100 Digital) | 37                 |

### Annuel
| Classement (1998)      | Meilleure Position |
| ---------------------- | ------------------ |
| Japon (Zip FM Hot 100) | 65                 |
| World Chart Show       | 95                 |

### Récompenses et nominations
En 1998, la chanson est nommée lors de la 41e cérémonie des Grammy Awards dans la catégorie Meilleure chanson pour un média visuel, battue par My Heart Will Go On (dans Titanic), en compétition avec Uninvited (dans La Cité des Anges), Tomorrow Never Dies (dans Demain ne meurt jamais) et I Don't Want to Miss a Thing (dans Armageddon).

## Reprises
Informations issues de SecondHandSongs, sauf mentions complémentaires.
- En 2001, Dave Rodgers sur Eurobeat Disney 3 (en),

- Raven-Symoné enregistre une version en 2004 pour la bande originale de Ella au pays enchanté[17] et la compilation Disneymania 2 (en)[18]. Les versions de Raven et 98 Degrees se retrouvent sur la compilation Mulan: Special Edition sortie en 2004[19].
- Keke Palmer, sur Disneymania 5 (en) (2007) et Princess Disneymania (en) (2008),
- The Brown Derbies (en), sur Ridin' Derby (2008),
- The Wailing Souls sur The Disney Reggae Club (2010),
- Kim Cesarion (en) sur la version suédoise de l'album We Love Disney (2019).

### Adaptation en langue étrangère
Sandy and Jr. interprète une version en portugais sous le titre Seu Coração.

## Accueil
Billboard la classe en 22e position des chansons de Disney, précisant qu'il s'agit d'une "association prometteuse d'artistes" combinée à une touche d'harmonica entrainante.
Animated Views qualifie la version de Raven-Symone de "surjouée".
D'autres critiques considèrent la chanson comme inadaptée à la bande originale : Soundtrack.net la juge incohérente, DVDDizzy la trouve "sympathique mais hors-sujet" et une "anomalie de la bande originale".